# Индуистский храм
Индуи́стский храм, или манди́р (санскр. मंदिर, IAST: mandira, букв. «обиталище, жилище»), — место поклонения для последователей индуизма, понимаемое в качестве «дома Бога». Обычно используется специфически для духовной и религиозной деятельности. Индуистский храм является моделью вселенной, воспроизводя своим святилищем, башней, бассейном и высаженным деревом мировые пещеру, гору, океан и древо. Традиционные каноны по их строительству, проектировке и дизайну содержатся в особом классе индуистской литературы — Васту-шастрах («Манасара» и другие), вопросам пропорции и стандарты изготовления образов храмовых божеств (мурти) и иных скульптур, живописи и другим прикладным дисциплинам посвящены Шилпа-шастры.
В ведийский период вместо храмов сооружались жертвенные столбы (юпы) и алтари (веди) с навесами. В дальнейшем, под влиянием движения бхакти и буддизма, появляются пещерные и иные крытые храмы. Однако, тысячи древних храмов были разрушены во время исламского господства. Особо сильно пострадала Северная Индия, находившаяся под властью мусульман в период с 1200 по 1700 год. Только в Южной Индии некоторые наиболее важные храмы сохранились до нашего времени.

## Аутентичное наименование
Индуистские храмы известны под разными именами в различных частях света, в зависимости от языка, на котором говорит местное население. Слово «мандир» или «мандира» используется во многих языках, включая хинди, и происходит от санскритского слова мандира, что в переводе означает «дом» (подразумевается дом Бога). На тамильском языке храмы называются ковил (там. கோயில்), а также, в особенности в современной речи, алаям (там. ஆலயம்). Этимология данного слова: ко (там. கோ) означает Господь, и ил (там. இல்) дом, место обитания (помимо значения «дом Божий», этот термин может также означать «царский дом», так как ко (там. கோ) равным образом может означать «царь» или «Бог»). На языке каннада храмы называют деваштхана или гуди, на телугу гуди, девалаям или ковела, на бенгали мондир, и на малаялам кшетрам или амбалам. Тямские храмы именуются каланами.

## Архитектура
Архитектура индуистского храма как часть индуистской архитектуры разнится в региональных стилях как в самой Индии, так и за её пределами. Основное деление проходит меж североиндийским стилем «Нагара» и южноиндийским дравидийским стилем. Но любой храм, как правило, состоит из следующих основных элементов. Важнейшая часть — кубическое святилище гарбхагриха («чрево храма»), в котором располагается алтарь с главным мурти храма; иногда под ней сооружается подземная гарбхагриха, полностью закрытая и недоступная. Над святилищем надстраивается башнеобразная округлая шикхара (на юге Индии — ярусообразная вимана, шикхарой в этом случае именуется её шлемовидное навершие). К святилищу примыкает антарала — небольшой притвор-вестибюль между святилищем и залом для молящихся, далее расположен сам колонный зал-мандапа, прихожая-ардхамандапа и портик. Помимо основного здания храм включает дополнительные мандапы — павильоны для паломников, служащие для танцевальных представлений дэвадаси, свадебных ритуалов, размещения статуй богов и т. д. Есть примеры особых танцевальных павильонов (ната-мандиров), как в храме Солнца в Конараке. Основными строительными материалами выступают кирпич и каменные блоки. Частью храма является и бассейн (кунда) для омовений.
На юге Индии нередки обширные храмовые комплексы, включающие дополнительные храмы и мандапы, окружённые стеной, ворота в которых увенчаны высокими, нередко колоссальными, башнями — гопурами, визуально доминирующими над самим храмом, с цветистой лепниной, статуями божеств и масками-киртимукха.

## Внутреннее убранство
Уникальность интерьера индуистского храма, это его высочайший синтез всех искусств. Синтетичность индуистской архитектуры проистекала уже из того факта, что в прежние времена к изучению архитектуры допускались лишь те ученики, кто в ходе многолетнего обучения уже в совершенстве овладел танцем, музыкой, живописью, скульптурой и иными прикладными искусствами. Как никакие иные культовые сооружения мира индуистский храм украшается скульптурами, скульптурными рельефами, рельефами, резным орнаментом, стены обычно покрыты росписями на мифологические темы. Внутри каждого храма обязательно присутствует мурти — скульптурное изображение того или иного божества. Пол может выстилаться коврами и циновками, но часто верующие сидят просто на полу (обувь оставляется у входа). Перед храмами либо внутри них обычно устанавливаются «дхваджа-стамбхи» — колонны-флагштоки, часто с изображением лингама, священных животных и лампами наверху. При многих храмах хранятся «храмовые колесницы-ратхи», используемые для праздничных процессий.

### Мурти
Основной отличительной чертой индуистского храма является присутствие мурти, которому или которым и посвящён храм. Во время обряда освящения храма, Бога в одной из Его форм или дэва приглашают «воплотиться» в каменное, металлическое или деревянное мурти и начать принимать поклонение. Храм обычно посвящается мурти одной из форм Бога или одному из дэвов. Это мурти выступает как главное божество, наряду с которым устанавливаются «второстепенные» мурти других дэвов и святых. Однако, также существует много храмов, в которых сразу несколько мурти играют роль главных божеств.

## Управление
В Индии и многих других странах, управлением каждого храма занимается совет храма, который заведует всеми финансовыми и управленческими вопросами, а также устройством различных мероприятий и фестивалей. Совет обычно состоит из нескольких членов и возглавляется председателем. Во многих деревнях в Индии существует обычай поручать управление храмом наиболее уважаемой местной семье. Много храмов в Индии имеющих археологическое или историческое значение, находятся под управлением Археологического управления Индии.

## Социальные функции
Помимо основных ритуальных функций как место проведения пуджи, киртана, ритуальных танцев, свадеб, издавна индуистские храмы стали играть и такие социальные роли, как библиотеки, школы, больницы и общественные столовые.

## Галерея
- Пещерный храм Ундавали (Гунтур, Андхра-Прадеш)
- Пещерный храм Кайласанатха (Эллора, Махараштра)
- Высеченные храмы Масрур (Химачал-Прадеш)
- Храм Дашаватара (Деогарх, Уттар-Прадеш)
- Храм Дурги (Айхоле, Карнатака)
- Храм Джор-Бангла (Вишнупур, Западная Бенгалия)
- Каши Вишванат (Варанаси, Уттар-Прадеш)
- Храм Джаганнатхи в Пури (Орисса)
- Раджарани (Бхубанешвар, Орисса)
- Чатурбхудж (Орчха, Мадхья-Прадеш)
- Шив мандир (Амбарнатх, Махараштра)
- Вадакунатан (Триссур, Керала)
- Мадхур (Касарагод, Керала)
- Храм Кали в Дакшинешваре (Калькутта)
- Храм Шивы-Парвати (Катманду, Непал)
- Пашупатинатх (Катманду, Непал)
- Кандасвами (Наллур, Шри-Ланка)
- Ангкор-Ват (Камбоджа)
- Понагар (Вьетнам)
- Прамбанан (Ява, Индонезия)
- Пура Бесаких (Бали, Индонезия)
- Пура Улун Дану Братан (Бали, Индонезия)
- Шри Сваминараян Мандир (Лондон, Великобритания)
- Лингам-мурти пещерного храма Элефанта (о. Элефанта, Махараштра)
- Мурти Вишну храма Ченнакешавы (Белур, Карнатака)
- Интерьер храма Лакшми-Нараяна (Хосахолалу, Карнатака)
- Интерьер храма Маликарджуна (Хоспет, Карнатака)
- Интерьер Сваминараян Акшардхам (Роббинсвиль, Нью-Джерси, США)
- Бассейн с мандапами храма Кришны (Хампи, Карнатака)
- Бассейн храма Аннамалаияра (Тируваннамалай, Тамилнад)